# سپاه ترویج و آبادانی

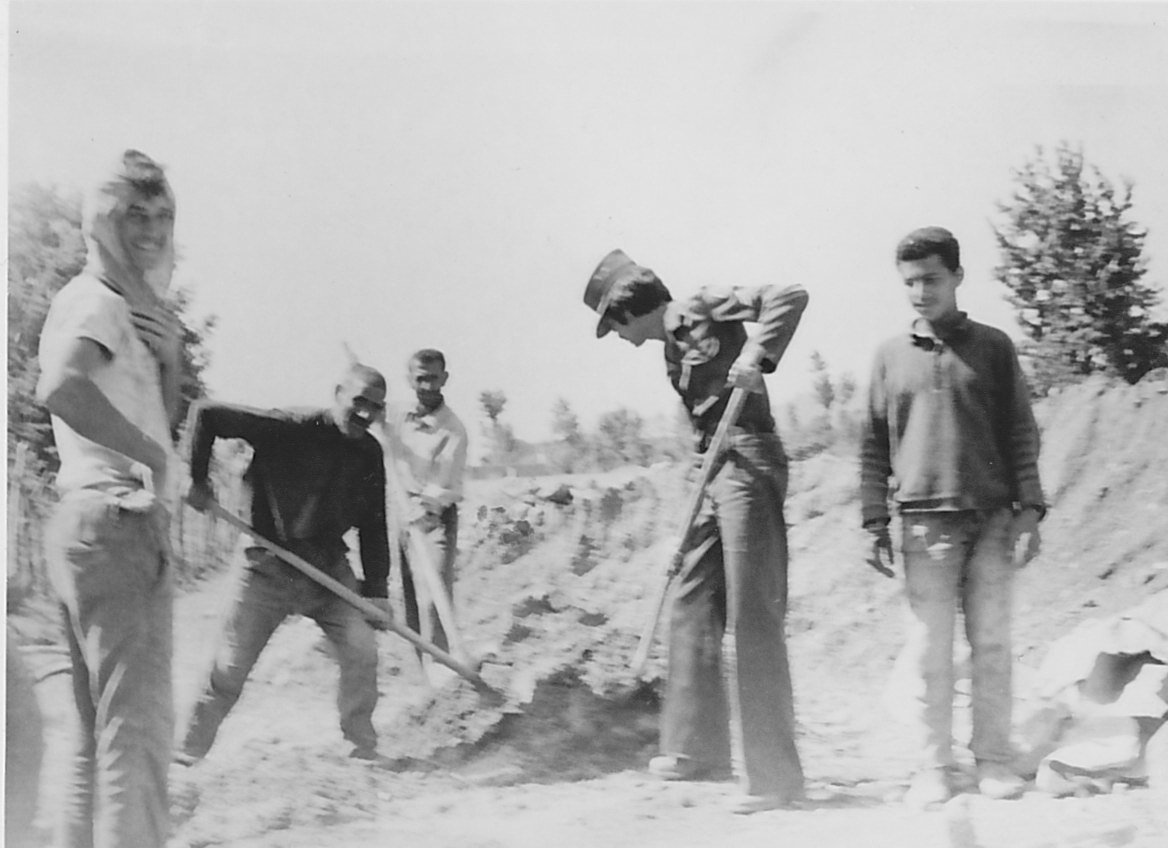
سپاه ترویج و آبادانی در حال ساخت بنای یک مدرسه در شمال ایران، سال ۱۹۷۴.

سپاه ترویج و آبادانی نهادی بود در ایران که که در چهارچوب منشور انقلاب سفید در ۱۳۴۳ تصویب و دوران نخست‌وزیری حسنعلی منصور به تحقق پیوست. این سپاه از کارشناسان علمی و فنی جوان کشور، چون مهندسان رشته‌های کشاورزی، ساختمانی، راه‌سازی، برق و مکانیک، و سایر دانش آموختگان رشته‌های فنی و مهندسی است که بخشی از خدمت زیر پرچم خود را در روستاهای کشور می‌گذرانند و کوشش آن‌ها برای بالا بردن سطح زندگی روستاییان، آشنا کردن آن‌ها با روش‌های نوین کشاورزی، یاری به افزایش تولیدات دامی و کشاورزی، گسترش و بهبود صنایع روستایی، راهنمایی روستاییان درباره آبادانی و نوسازی روستاها می‌باشد.
نهادهای خانه انصاف، سپاه دانش، سپاه بهداشت و سپاه ترویج و آبادانی عهده‌دار اجرای سیاست‌های اصلاح اقتصادی و اجتماعی مورد نظر محمدرضا شاه پهلوی در چهار چوب انقلاب سفید در سطح روستاها بودند.
در ماده‌های ۱ و ۲، قانون تشکیل سپاه ترویج و آبادانی که در تاریخ ۱۳۴۳٫۱۰٫۲۲ به تصویب رسید آمده‌ است:
ماده ۱ - به منظور بالا بردن سطح زندگی و تأمین رفاه روستاییان و آشنا ساختن آنان به اصول جدید کشاورزی و طرق ازدیاد تولیدات زراعی و دامی‌ و ارشاد و توسعه و بهبود و ترویج صنایع روستایی و راهنمایی در امور مربوط به آبادانی و نوسازی روستاها سپاه ترویج و آبادانی به ترتیب مقرر در این‌ قانون تشکیل و سپاهیان مزبور برای اجرای مفاد این قانون در اختیار وزارت کشاورزی گذارده می‌شوند. وظائف سپاه ترویج و آبادانی به موجب آیین‌نامه‌ای که از طرف وزارت‌خانه‌های کشاورزی و آبادانی و مسکن و اقتصاد تنظیم و به تصویب هیئت وزیران خواهد رسید تعیین می‌گردد.
ماده ۲ - سپاه ترویج و آبادانی مرکب است از مشمولین دیپلمه و بالاتر که اضافه بر نیازمندی‌های ارتش تشخیص گردند به استثناء افرادی که برای خدمت در سپاه دانش و سپاه بهداشت اختصاص داده می‌شوند.

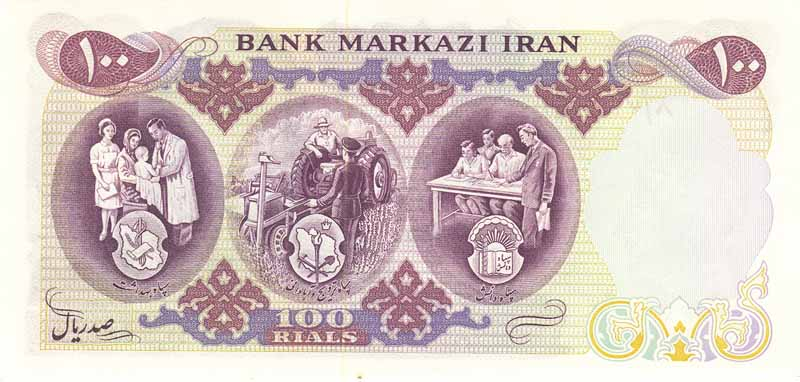
صد ریالی - پشت اسکناس تصویر یادبود سپاه ترویج و آبادانی (تصویر وسط)

نخستین وظیفه هر سپاهی تهیه شناسنامه هر روستا بود. بدین معنی که برای هر روستا اطلاعات درباره موقعیت جغرافیایی، کشاورزی، اقتصادی و فرهنگی هر ناحیه و سختی هایی که کشاورزان در آن روستا با آن رو به رو بودند را در پرسشنامه‌هایی برای شناسایی کامل بنویسند. این شناسنامه‌ها اساس برنامه‌ریزی برای فراهم آوردن فهرست نیازمندی‌های هر دهکده‌ است. وظایف عملی سپاه ترویج و آبادانی آموزش کشاورزان و کودکان آن‌ها در امور کشاورزی، کشت سبزی‌ها و میوه‌ها، استفاده از کودهای شیمیایی، جلوگیری از آفات، راهنمایی در پرورش دام، یاری به کشاورزان و روستاییان در درمان دام، ضد عفونی کردن، واکسیناسیون، تلقیح مصنوعی و مرغداری، ساختن کندوها و اصطبل‌ها، باغداری، صنایع دستی، و بنیان نهادهای درست در روش اندیشه روستاییان درباره کشاورزی، آبیاری، کشاورزی مکانیزه، امور تعاونی، پرورش شخصیت و استعدادهای آنان، ایجاد مهارت‌های شغلی و باشگاه‌های جوانان روستایی استو در انجام این کار سپاهیان از وسیله‌های دیداری و شنیداری، فیلم‌های سینمایی، روزنامه‌های کشاورزی، ایجاد مزرعه‌های نمونه و آزمایشی یاری می‌جویند.
سپاهیان ترویج و آبادانی می‌باید برنامه‌های آموزشی و اجرایی را بر اساس نیازهای مردم روستاها و شرایط جغرافیایی و کشاورزی در نشست‌ها با صاحب نظران بومی و موافقت کارشناسان ترویج در رشته‌های گوناگون کشاورزی و دام پروری تهیه کنند.
در سرشماری ۱۳۴۲ شماره روستاهای کشور ۶۶۷۵۴ می‌بود که سپاهیان در ایجاد راه‌ها و شبکه‌های آبرسانی روستایی، ساختمان حمام های عمومی، مدرسه‌ها، کتابخانه‌ها، نصب موتورهای کوچک تولیدکننده برق کمک به بهره‌برداری از شبکه پست و تلگراف و تلفن، ساختن بناهای عمومی از جمله تعاونی روستا سهیم بودند.
تا پایان سال ۱۳۵۶ هر ساله ۳۸۰۰ نفر با دیپلم، فوق دیپلم و لیسانس یا بالاتر برای خدمت در سپاه ترویج و آبادانی گزیده شدند و برای آموزش نظری و عملی به مرکز آموزش ترویج کشاورزی کرج فرستاده شده‌اند. آمار نشان می‌دهد که تا ۱۳۵۶ بیش از ۳۴٬۰۰۰ مروج به روستاها فرستاده شده‌اند.
اصل هشتم یا سپاه ترویج و آبادانی و اصل یازدهم یا نوسازی و عمران شهری به ترویج و آبادانی کشور اختصاص دارند و همگام به نوسازی شهری و روستایی بر اساس گسترش اقتصاد کشور می‌پردازند.

## قوانین
- قانون تشکیل سپاه ترویج و آبادانی
  - قانون اختصاص تعدادی از دیپلمه‌های متوسطه مشمول وظیفه عمومی برای خدمت در روستاها - مصوب ۲۱ دی ۱۳۴۶